# 漢斯印度報
《漢斯印度報》（英語：The Hans India）是一份印度英語日報，在安得拉邦、特倫甘納邦及新德里出版。該報於2011年7月15日創刊，隸屬於海得拉巴媒體之家有限公司（Hyderabad Media House Ltd.），該公司還擁有泰盧固語新聞頻道HMTV。報紙主編為V·拉穆·薩爾瑪（V. Ramu Sarma）。
《漢斯印度報》是卡皮爾集團（Kapil Group）的資產之一，由K·哈努曼塔·拉奧（K. Hanumantha Rao）負責控管。卡皮爾集團是擁有30多家公司的商業集團，其第一家公司卡皮爾·奇特基金（Kapil Chit Funds）成立於1981年。

## 名稱
《漢斯印度報》的名稱在印地語中意為天鵝。
當時的海得拉巴媒體之家董事總經理兼CEO K·拉瑪錢德拉·穆爾蒂（K. Ramachandra Murthy）指出：「我們選擇天鵝作為HMTV的標誌，並以這隻鳥命名我們的論文，因為天鵝具有將牛奶與水分離的能力。依此，我們的目標就是將真理與謊言、事實與虛構區分開來。」該報紙的標語是「自由、坦率、無畏」。

## 外部連結
- 官方网站
- 電子報 （页面存档备份，存于）